# Ожоган Василь Михайлович
Ожоган Василь Михайлович (19 серпня 1959, с. Шишківці Борщівського району Тернопільської області) — український мовознавець, доктор філологічних наук з 1999, професор з 2001. У 2019-поч. 2020 виконував обов'язки президента Національного університету «Києво-Могилянська академія».

## Біографія
Закінчив 1982 Одеський університет. Учителював на Тернопіллі.
Від 1983 працює в Кіровоградському педагогічному інституті (тепер педагогічний університет ім. Володимира Винниченка): асистент, старший викладач, доцент, декан філологічного факультету (1998—2004), професор.

## Наукова діяльність
Досліджує питання функціональної граматики: монографія «Займенникові слова у граматичній структурі сучасної української мови» (1997), ряд статей з теорії морфології та синтаксису і методики викладання української мови.